# Nicolás Cotugno
Nicolás Cotugno Fanizzi SDB (ur. 21 września 1938 w Sesto San Giovanni w Lombardii) – włoski duchowny katolicki, arcybiskup Montevideo w latach 1998-2014.

## Życiorys
W 1957 wstąpił do zgromadzenia salezjańskiego we Włoszech. W 1962 zostaje wysłany do Urugwaju.
Święcenia kapłańskie otrzymał 26 lipca 1967 w Chile. 
W 1971 powraca do Urugwaju.

## Episkopat
13 czerwca 1996 został mianowany biskupem diecezji Melo. Sakry biskupiej udzielił mu ówczesny nuncjusz apostolski w Urugwaju - arcybiskup Francesco De Nittis.
4 grudnia 1998 Jan Paweł II mianował go arcybiskupem Montevideo. Na emeryturę przeszedł 11 lutego 2014.